# International Emmy Founders Award
O International Emmy Founders Award (em português: Prêmio dos Fundadores do Emmy Internacional) é um prêmio especial concedido pela Academia Internacional das Artes e Ciências Televisivas (IATAS), uma organização que reconhece a excelência na produção de programas de televisão fora dos Estados Unidos. Este prêmio é apresentado a indivíduos ou organizações que tiveram um impacto significativo na televisão globalmente, contribuindo de maneira excepcional para a mídia televisiva internacional.
O Founders Award foi estabelecido para homenagear aqueles que não apenas alcançaram sucesso em suas respectivas carreiras, mas também influenciaram positivamente a indústria televisiva global através de inovação, criatividade e um compromisso contínuo com a qualidade e a diversidade de conteúdo. A cerimônia de premiação acontece em Nova York.

## História
Jim Henson foi o pioneiro a receber o Prêmio Fundadores em 1980. Até 2022, apenas quatro mulheres foram laureadas com este prêmio especial. Joan Ganz Cooney foi a primeira, uma produtora de televisão, em 1990, seguida pela apresentadora e produtora Oprah Winfrey em 2005. Shonda Rhimes, renomada escritora e produtora executiva, recebeu a honra em 2016, e em 2022, a produtora de cinema e roteirista Ava DuVernay foi a destinatária do Emmy Founders Award.
Em 2017, a Academia Internacional retirou o prêmio honorário que seria concedido ao ator norte-americano Kevin Spacey, após acusações de assédio sexual feitas por Anthony Rapp. Mais recentemente, em 2020, o então governador de Nova York, Andrew Cuomo, teve seu Emmy rescindido em meio a acusações de assédio.
Outros ganhadores notáveis incluem: o cineasta Steven Spielberg em 2006, o produtor e roteirista Dick Wolf em 2013, o roteirista e criador de Downton Abbey, Julian Fellowes em 2019.

## Vencedores
| Ano  | Vencedor(a)                 | País           | Nota(s)                                                  |
| ---- | --------------------------- | -------------- | -------------------------------------------------------- |
| 1980 | Jim Henson                  | Estados Unidos | Criador da série Muppets                                 |
| 1981 | Shaun Sutton                | Reino Unido    | Chefe do grupo de teatro da rede BBC                     |
| 1981 | Roone Arledge               | Estados Unidos | Produtor executivo da rede ABC                           |
| 1982 | Michael Landon              | Estados Unidos | Produtor executivo/diretor/escritor                      |
| 1983 | Herbert Brodkin             | Estados Unidos | Produtor/sócio da Titus Productions                      |
| 1984 | David L. Wolper             | Estados Unidos | Produtor executivo de televisão                          |
| 1985 | David Attenborough          | Reino Unido    | Criador/escritor/produtor/apresentador de TV             |
| 1986 | Donald L. Taffner           | Reino Unido    | Produtor de televisão                                    |
| 1987 | Jacques-Yves Cousteau       | França         | Presidente da Cousteau Society                           |
| 1988 | Goar Mestre                 | Argentina      | Pioneiro na industria audiovisual da América Latina      |
| 1989 | Paul Fox                    | Reino Unido    | Diretor administrativo da rede BBC                       |
| 1990 | Joan Ganz Cooney            | Estados Unidos | Produtora de televisão                                   |
| 1991 | Adrian Cowell               | Reino Unido    | Cineastra da ITV Central                                 |
| 1992 | Bill Cosby                  | Estados Unidos | Comediante/ator/produtor                                 |
| 1993 | Richard Dunn                | Reino Unido    | Diretor executivo da Thames Television                   |
| 1994 | Film on Four: Channel 4     | Reino Unido    | Rede de televisão                                        |
| 1995 | Don Hewitt                  | Estados Unidos | Produtor executivo do telejornal 60 Minutes              |
| 1996 | Reg Grundy                  | Austrália      | Fundador da Grundy Productions                           |
| 1997 | Jac Venza                   | Estados Unidos | Diretor de cultura & programas de artes da WNET New York |
| 1998 | Robert Halmi Sr.            | Hungria        | Presidente da Hallmark Entertainment                     |
| 1999 | Hisashi Hieda               | Japão          | Presidente da Fuji TV                                    |
| 2000 | John Hendricks              | Estados Unidos | Fundador/diretor executivo da Discovery Communications   |
| 2001 | Pierre Lescure              | França         | Presidente/chefe executivo do Canal+ Group               |
| 2002 | Howard Stringer             | Reino Unido    | Presidente/diretor executivo da Sony America             |
| 2003 | HBO                         | Estados Unidos | Rede de televisão                                        |
| 2004 | MTV International           | Estados Unidos | Rede de televisão                                        |
| 2005 | Oprah Winfrey               | Estados Unidos | Presidente da Harpo Studios                              |
| 2006 | Steven Spielberg            | Estados Unidos | Produtor/diretor de cinema                               |
| 2007 | Al Gore                     | Estados Unidos | Fundador/presidente da Current TV                        |
| 2008 | Dick Wolf                   | Estados Unidos | Criador/produtor da série Law & Order                    |
| 2009 | David Frost                 | Reino Unido    | Jornalista/produtor                                      |
| 2010 | Simon Cowell                | Reino Unido    | Fundador da Syco                                         |
| 2011 | Nigel Lythgoe               | Reino Unido    | Produtor-executivo do American Idol                      |
| 2012 | Ryan Murphy                 | Estados Unidos | Showrunner                                               |
| 2012 | Norman Lear                 | Estados Unidos | Prêmio em homenagem aos 40 anos da IATAS                 |
| 2012 | Alan Alda                   | Estados Unidos | Prêmio em homenagem aos 40 anos da IATAS                 |
| 2013 | J.J. Abrams                 | Estados Unidos | Diretor/produtor de cinema e televisão                   |
| 2014 | Matthew Weiner              | Estados Unidos | Criador da série Mad men                                 |
| 2015 | Julian Fellowes             | Reino Unido    | Criador da série Downton Abbey                           |
| 2016 | Shonda Rhimes               | Estados Unidos | Escritora, produtora executiva                           |
| 2017 | Nenhum                      | Nenhum         | Nenhum                                                   |
| 2018 | Greg Berlanti               | Estados Unidos | Produtor de televisão e roteirista estadunidense.        |
| 2019 | David Benioff e D. B. Weiss | Estados Unidos | Criadores e showrunners de Game of Thrones               |
| 2020 | Andrew Cuomo (retirado)     | Estados Unidos | Governador de Nova Iorque                                |
| 2021 | Nenhum                      | Nenhum         | Nenhum                                                   |
| 2022 | Ava DuVernay                | Estados Unidos | Cineasta, roteirista                                     |
| 2023 | Jesse Armstrong             | Reino Unido    | Criador da série de TV Succession                        |
| 2024 | David E. Kelley             | Estados Unidos | Roteirista e produtor de televisão                       |
| 2025 | Dana Walden                 | Estados Unidos | Copresidente da Disney Entertainment                     |

## Prêmios retirados

### Kevin Spacey (2017)
Em junho de 2017, a Academia Internacional anunciou que homenagearia o ator Kevin Spacey com o Founders Award durante a 45ª edição do International Emmy Awards. No entanto, devido às acusações de assédio sexual contra ele, a organização decidiu não conceder mais o prêmio honorário a Spacey.

### Andrew Cuomo (2020)
O então governador de Nova York, Andrew Cuomo, recebeu o prêmio em 2020 por seus programas televisivos diários sobre a pandemia de COVID-19. Contudo, após sua renúncia em agosto de 2021, subsequente a um relatório da procuradora-geral do estado que incluía alegações de assédio sexual, a Academia retirou o prêmio dele.

## Galeria de fotos

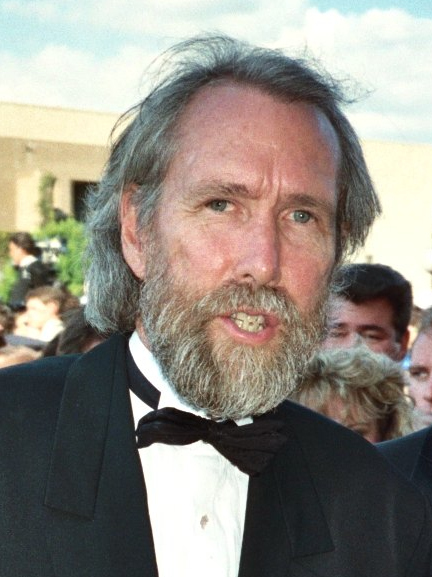
Jim Henson homenageado em 1980.
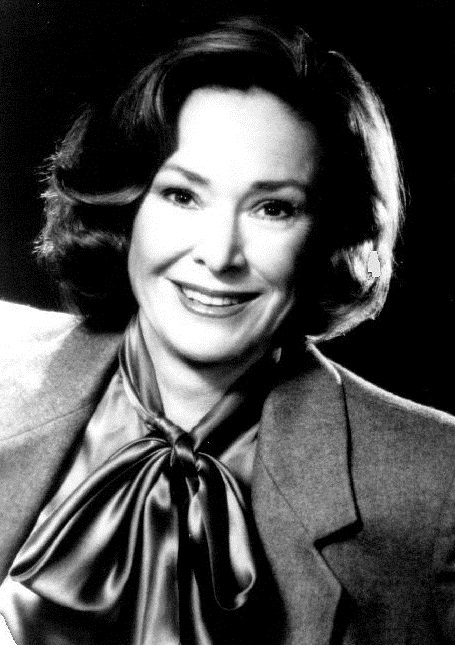
Joan Ganz Cooney, a primeira mulher homenageada em 1990.
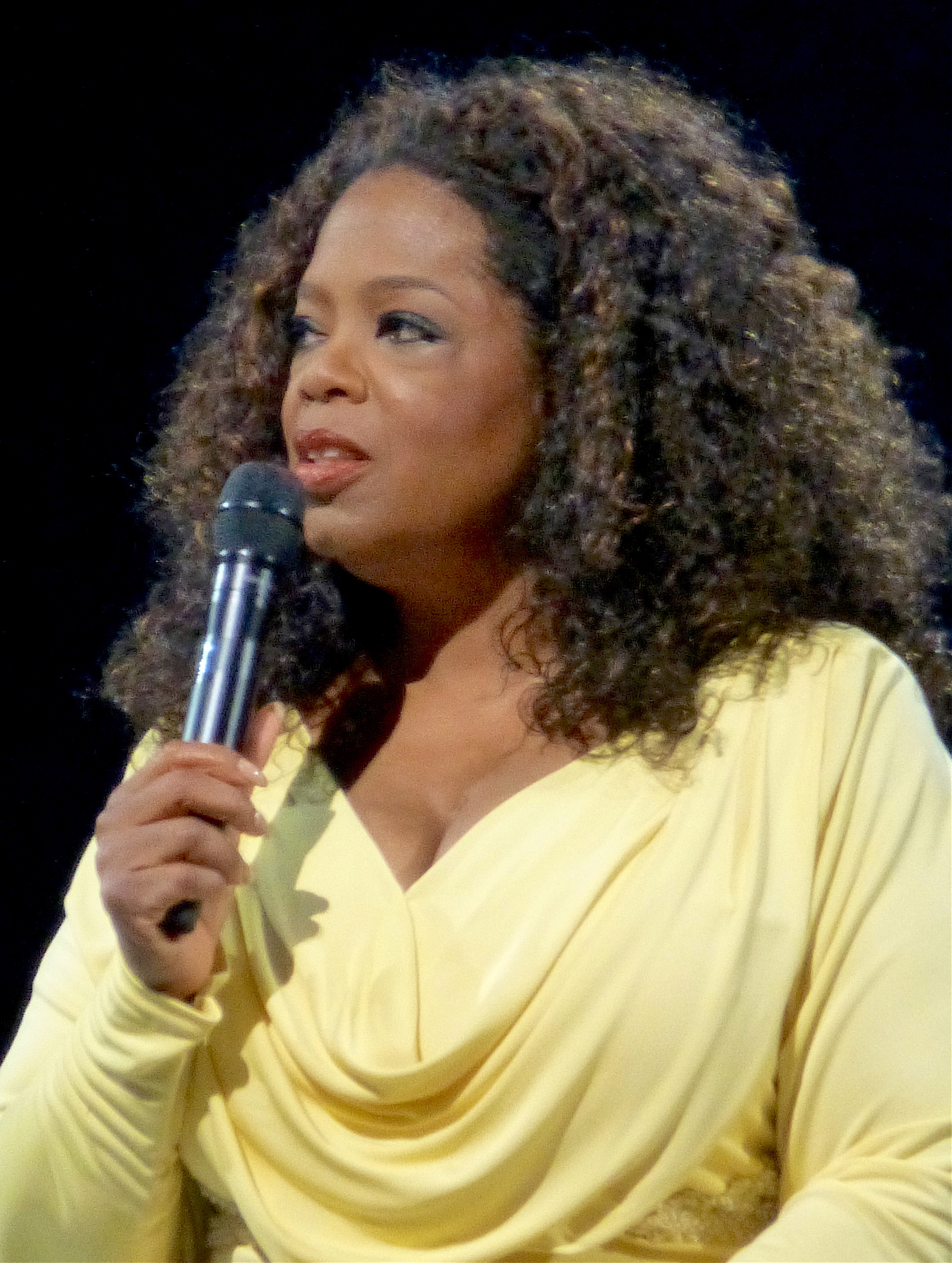
Oprah Winfrey homenageada em 2005.
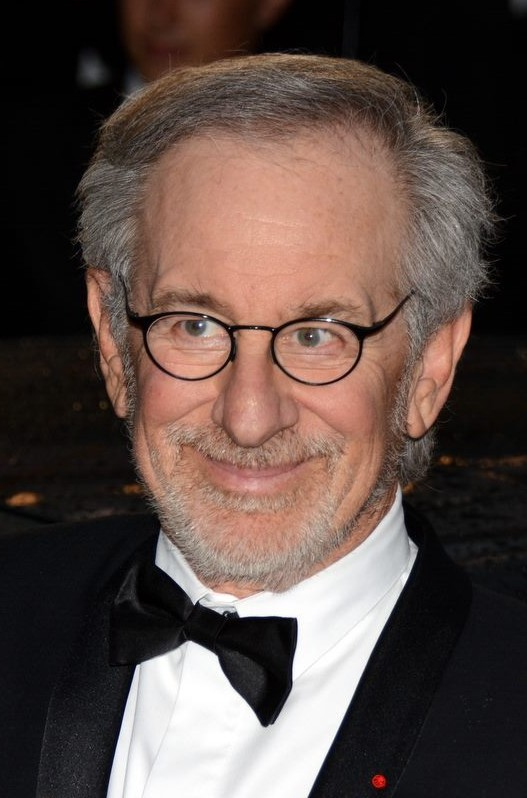
Steven Spielberg homenageado em 2006.
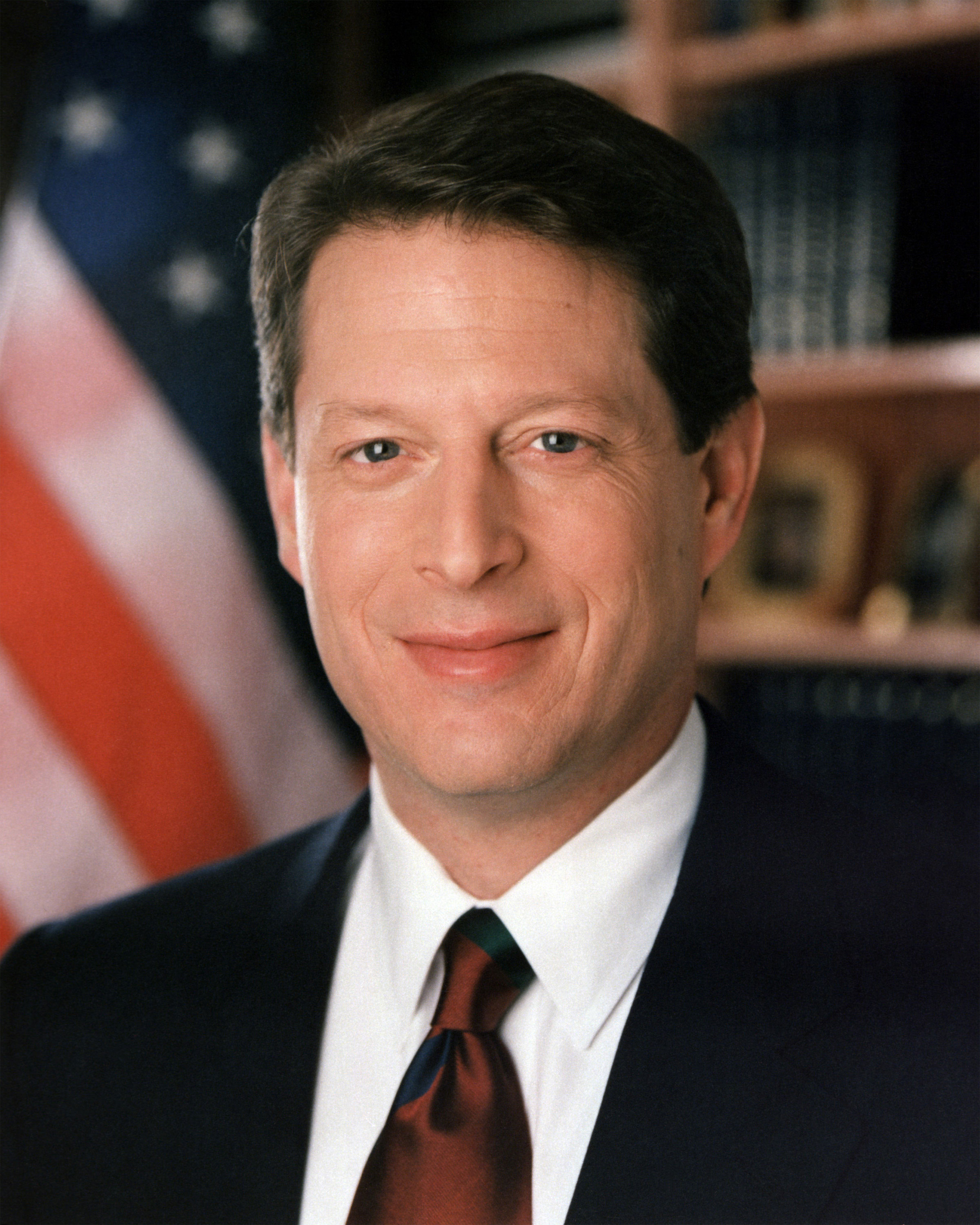
Al Gore homenageado em 2007.
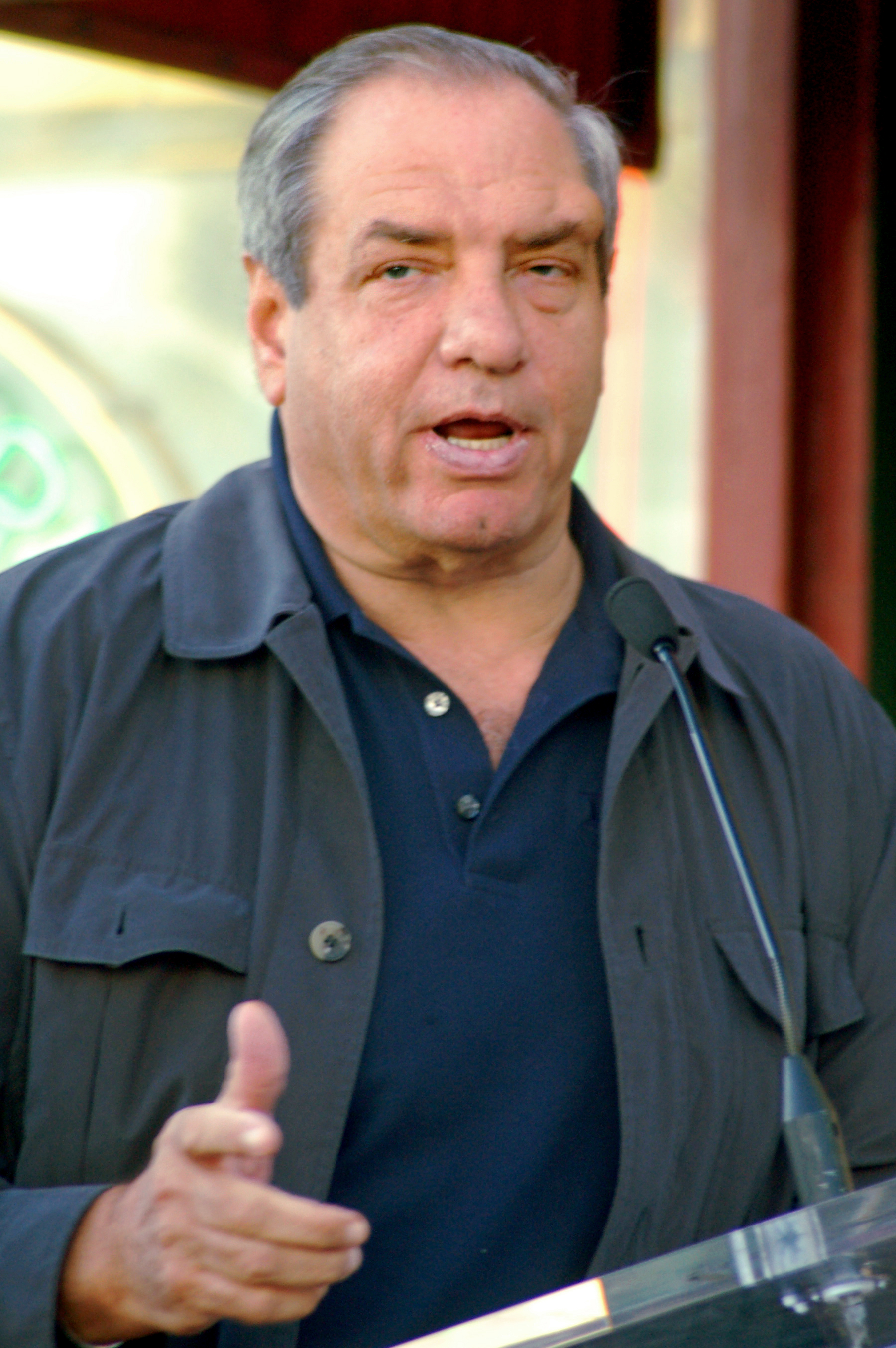
Dick Wolf homenageado em 2008.
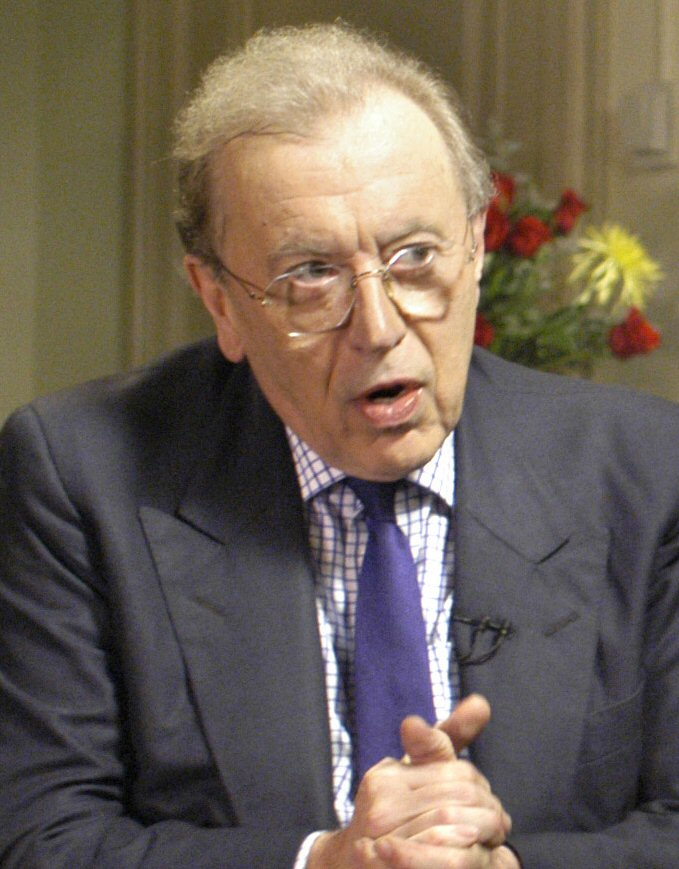
David Frost homenageado  em 2009.
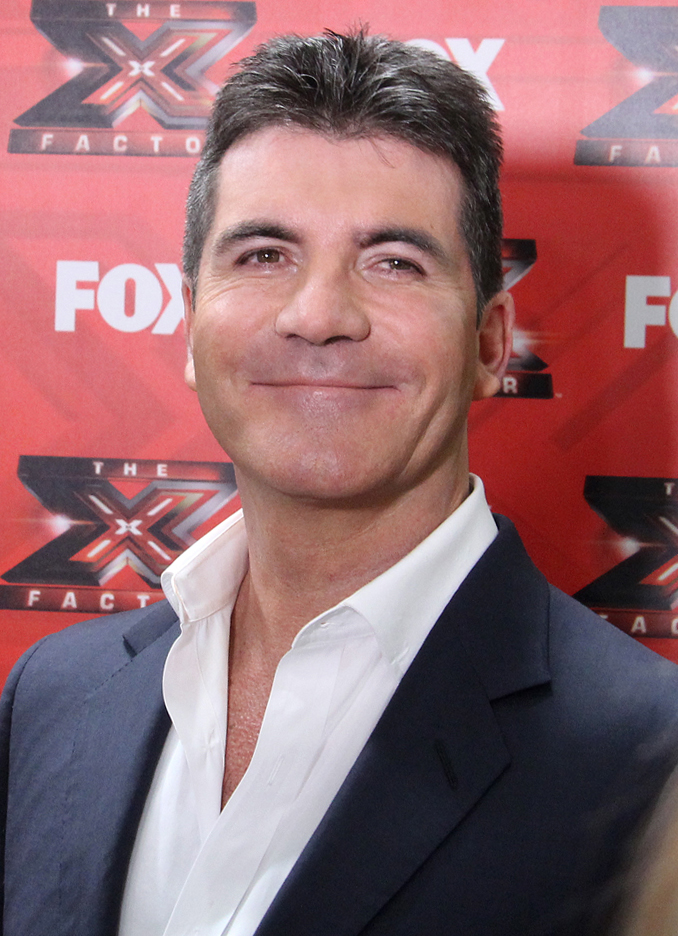
Simon Cowell homenageado em 2010.
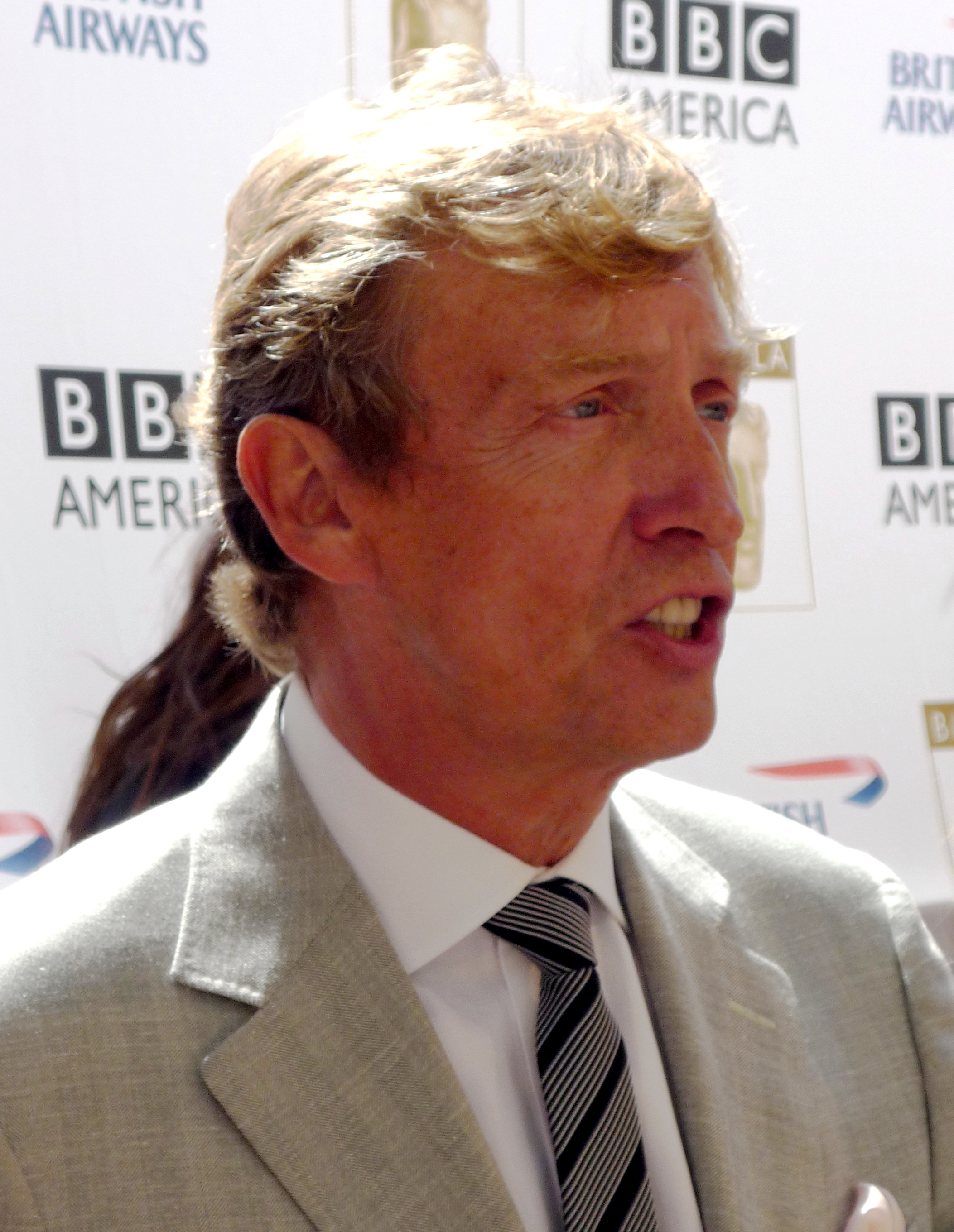
Nigel Lythgoe homenageado em 2011.
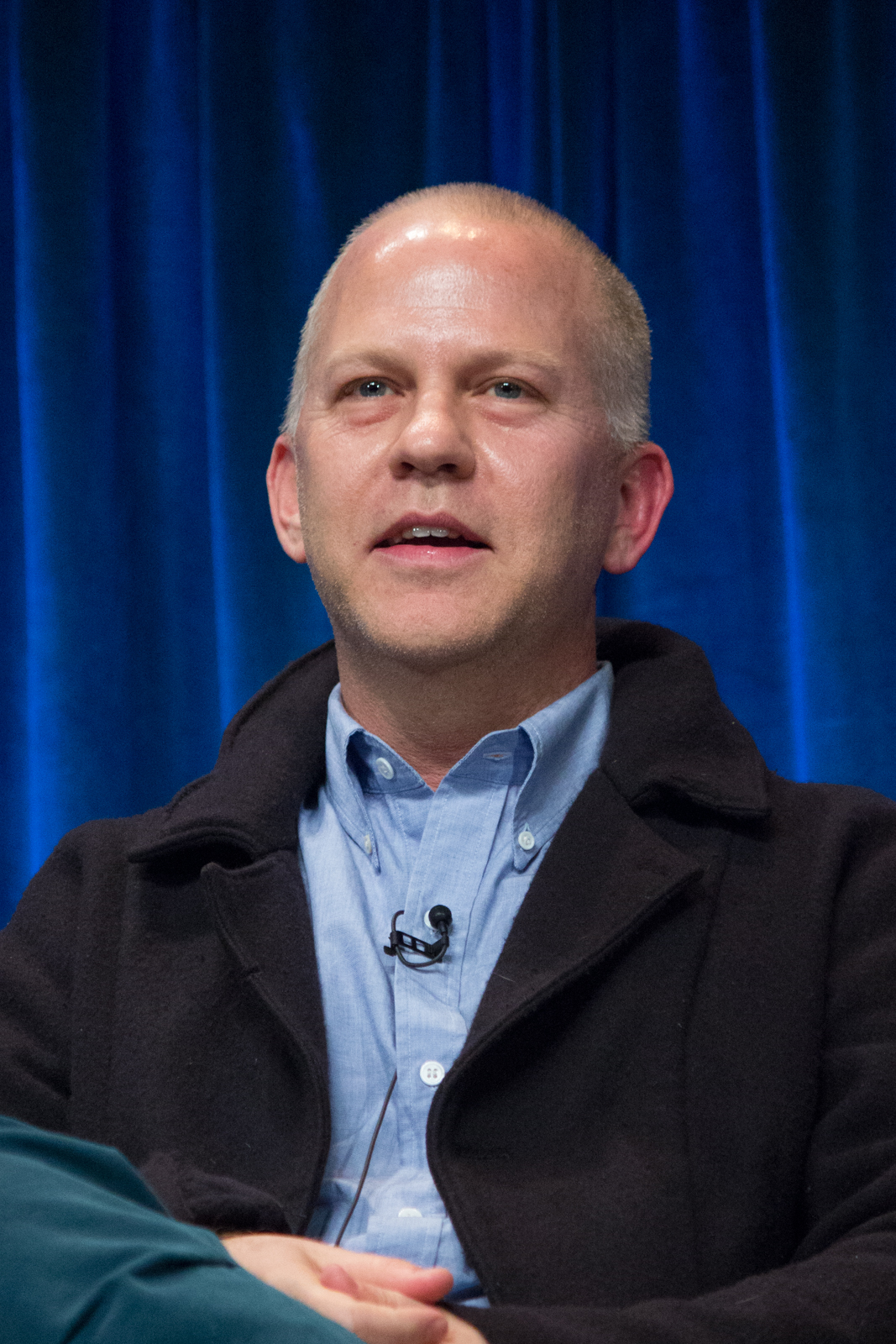
Ryan Murphy homenageado em 2012.
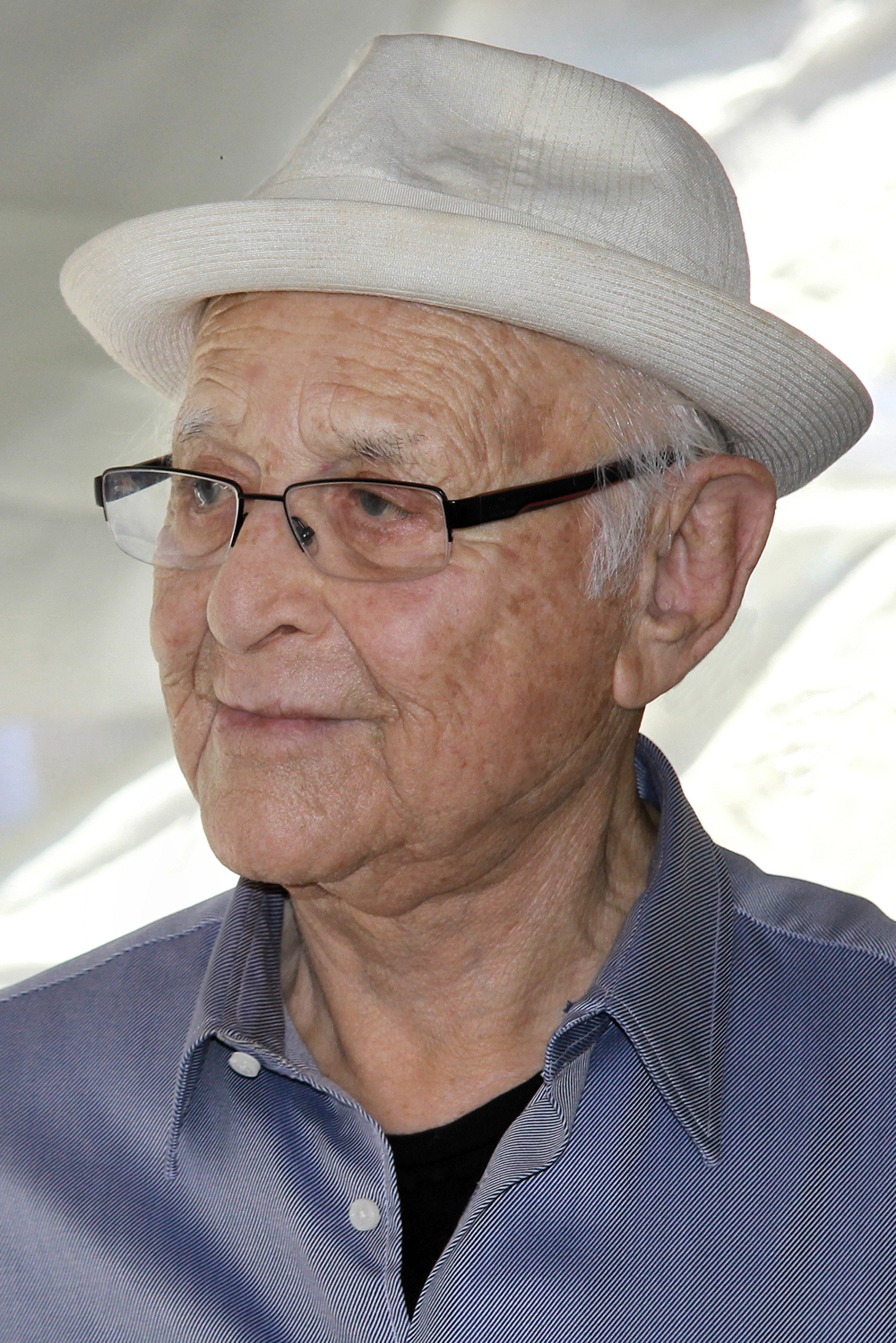
Norman Lear, prêmio especial da Academia.
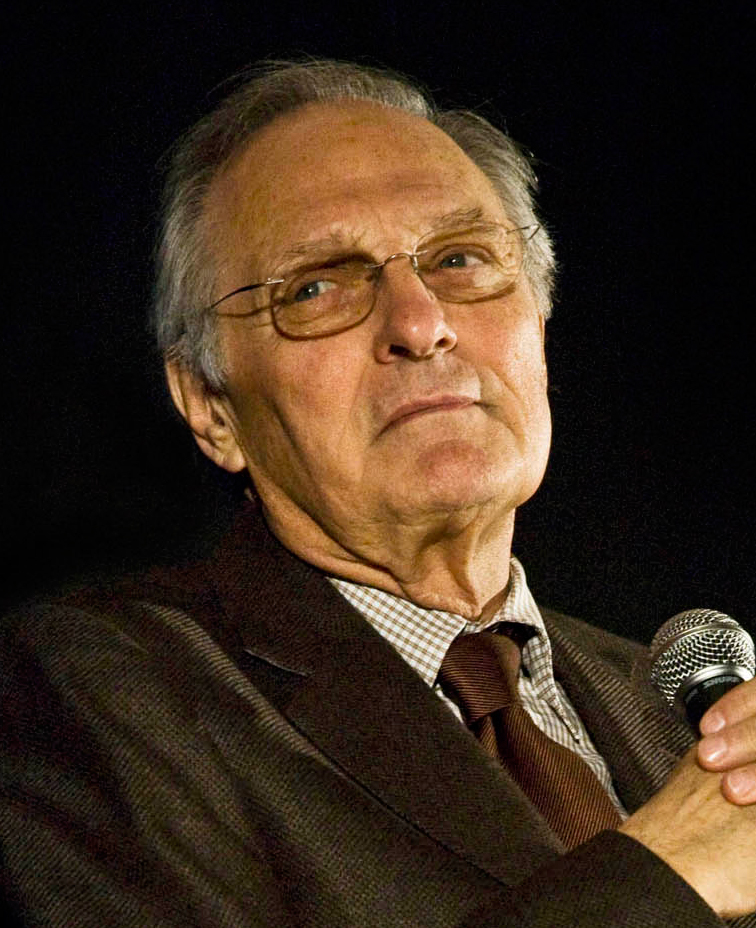
Alan Alda, prêmio especial da Academia.
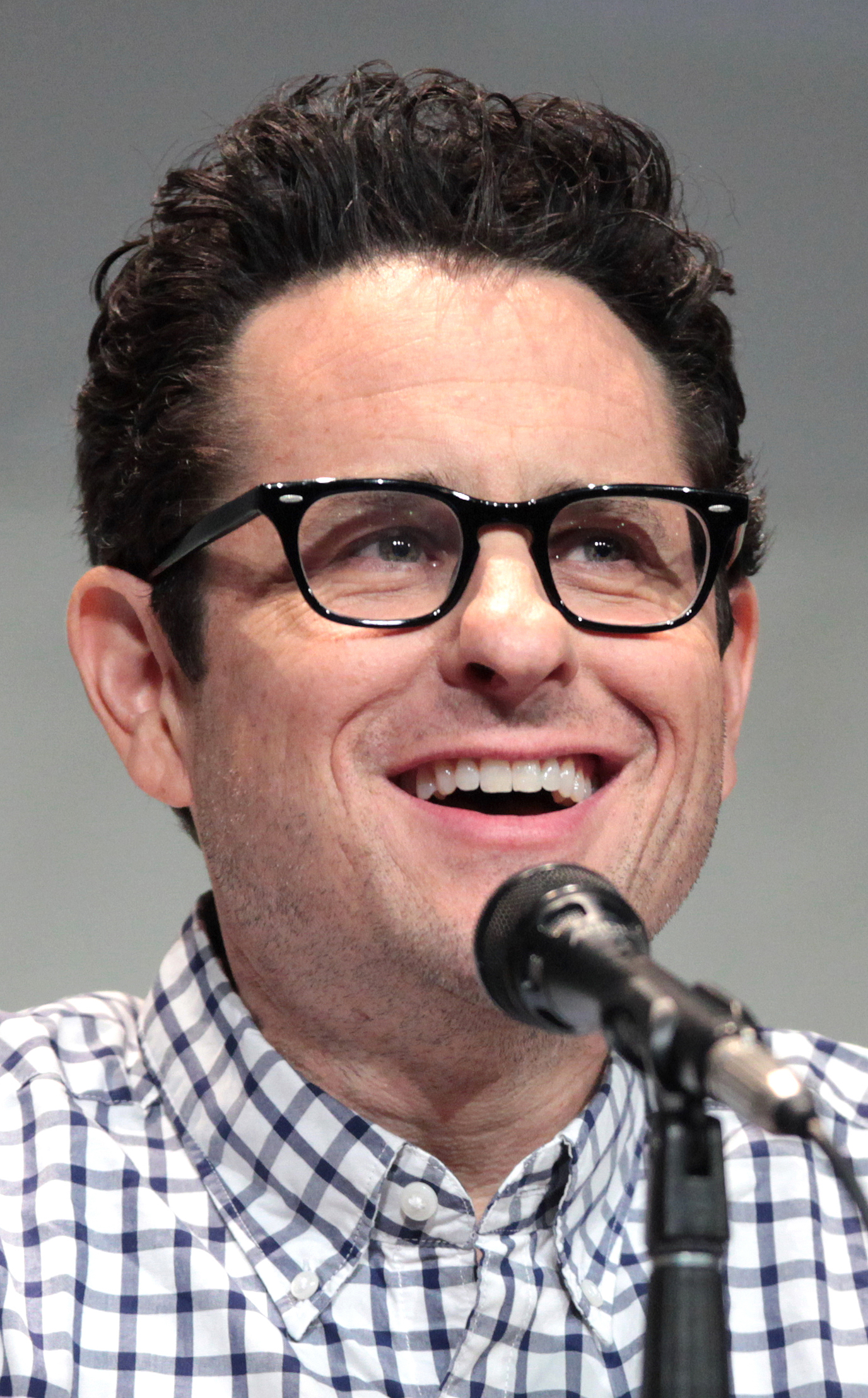
J. J. Abrams homenageado em 2013.
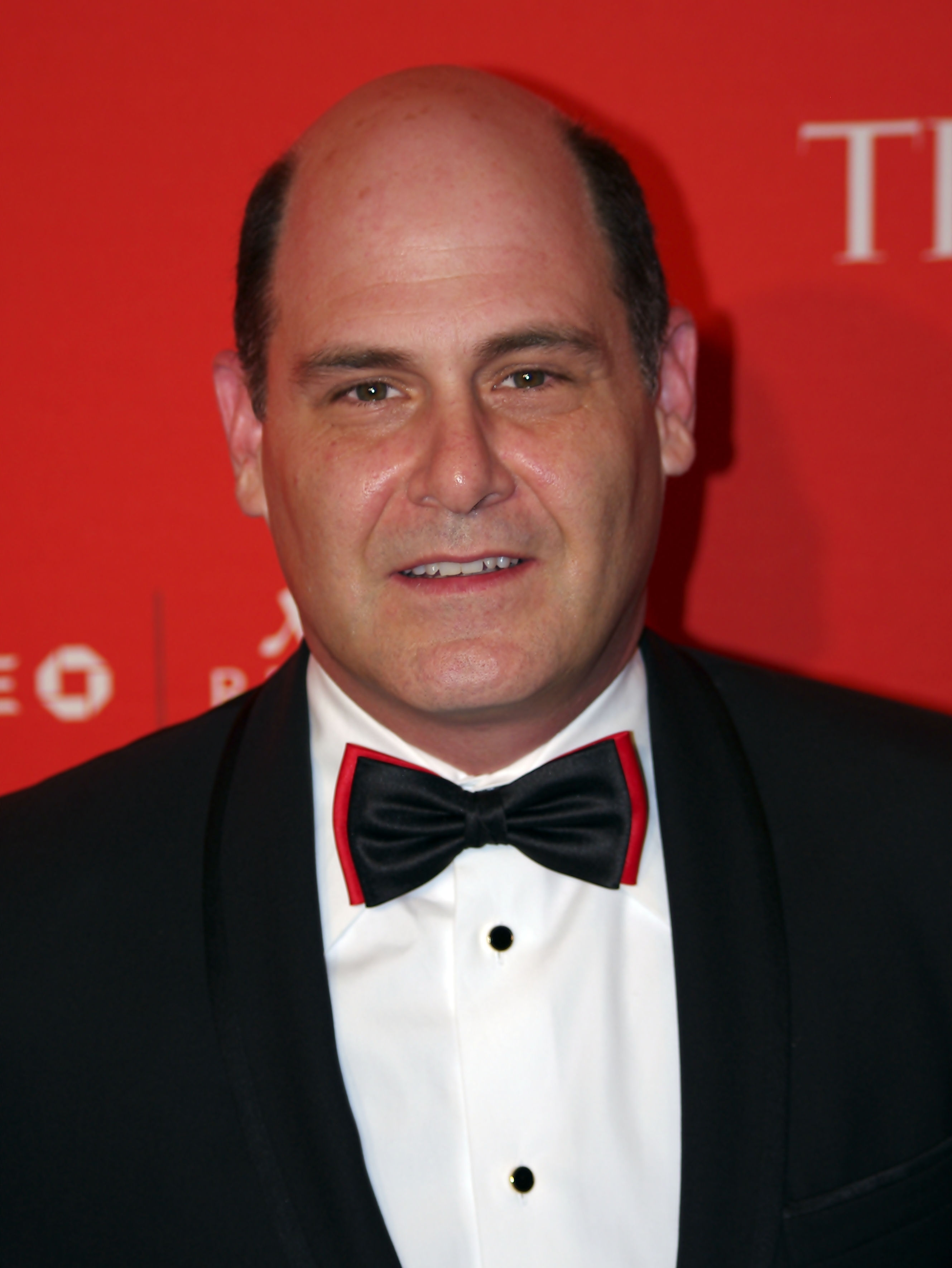
Matthew Weiner homenageado em 2014.
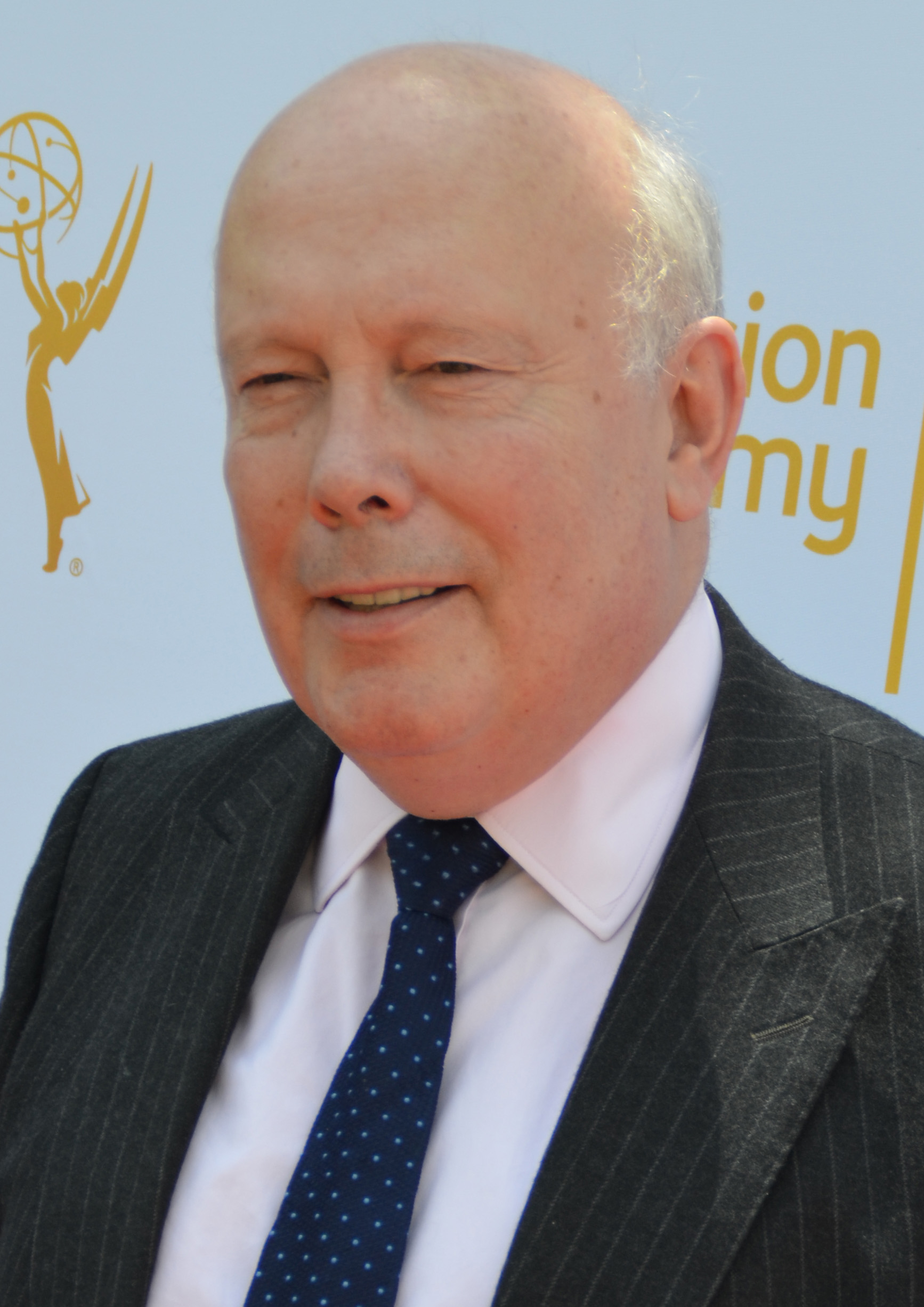
Julian Fellowes homenageado em 2015.
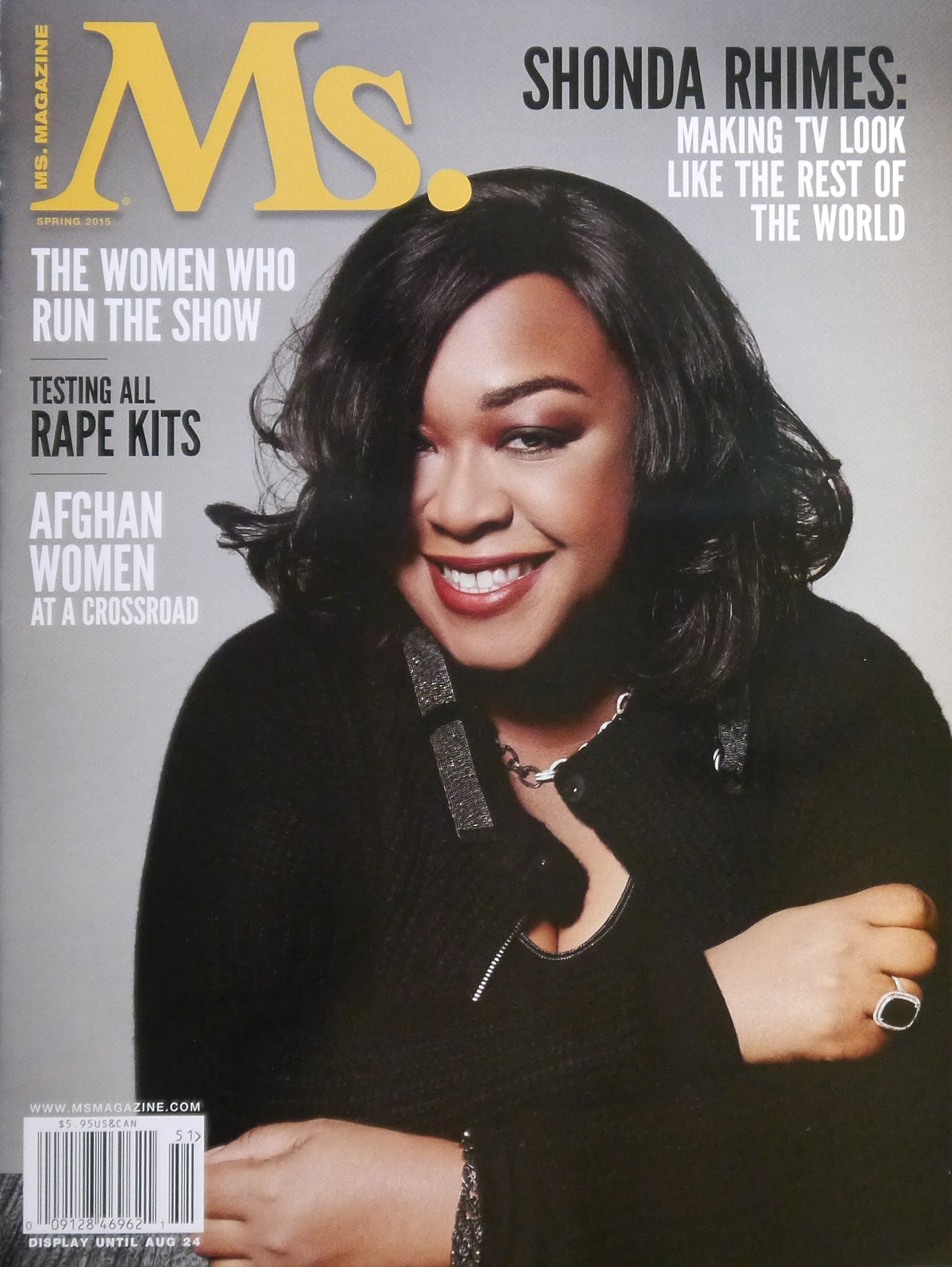
Shonda Rhimes homenageada em 2016.
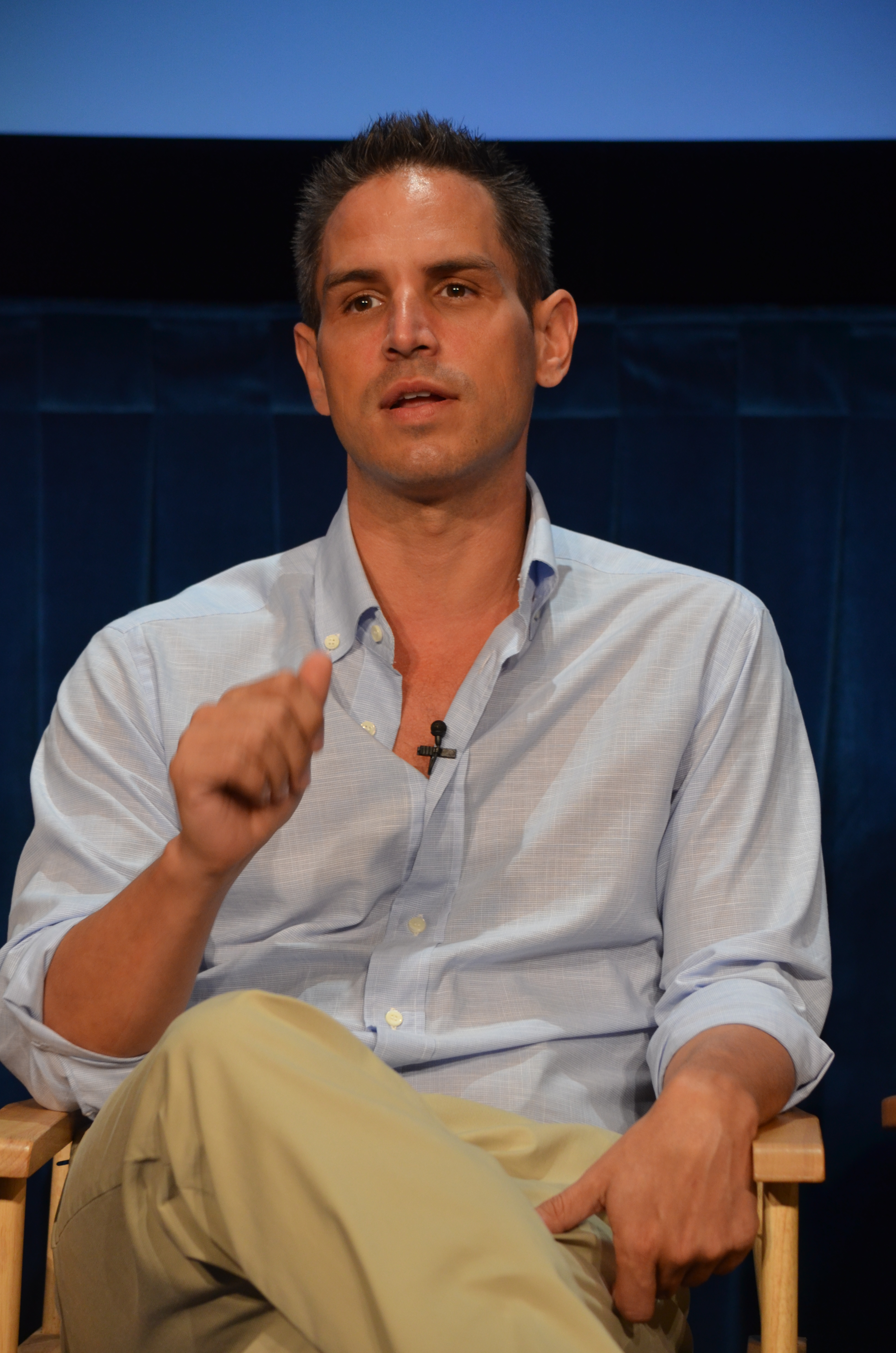
Greg Berlanti homenageado em 2018.